# The Kitchen
Pour les articles homonymes, voir Kitchen.
The Kitchen est une salle de spectacle de New York aux États-Unis située dans le quartier de Chelsea, au 512 19e rue (entre les Onzième et Douzième Avenues). C'est surtout une organisation à but non lucratif, dédiée aux artistes contemporains d'horizons aussi variés que la musique, la danse contemporaine, la littérature, la vidéo ou le multimédia.

## Historique
The Kitchen a été fondée en 1971 par les vidéastes Stenia et Bohuslav « Woody » Vašulka pour présenter les créations les plus contemporaines des compositeurs expérimentaux comme Steve Reich ou Philip Glass, et de performeurs. Rapidement elle est devenue un lieu de rencontres artistiques interdisciplinaires, notamment en étant une des premières institutions américaines à promouvoir les champs émergeant de la vidéo et des performances artistiques, en particulier chorégraphiques. The Kitchen a ainsi lancé les carrières de nombreux artistes américains d'avant-garde tels que Rhys Chatham, Glenn Branca, Vito Acconci, Constance de Jong, Gary Hill, Kiki Smith, Charles Atlas, Lucinda Childs, Elizabeth Streb, Bill T. Jones, Laurie Anderson, Peter Greenaway, Brian Eno, Cindy Sherman, Philip Glass et Meredith Monk.
Dans les années 1980, The Kitchen s'est imposée internationalement comme un épicentre des créations expérimentales les plus avant-gardistes. Depuis 2004, l'institution est entrée dans une période de transition sous la direction de Debra Singer, et semble perdre un peu de son aura et de son originalité dans sa programmation[réf. nécessaire]. 
En mai 2011, Tim Griffin est nommé à sa succession. Après neuf ans à la tête de la salle, il annonce sa démission en septembre 2020. En juin 2021, Legacy Russell est nommée la nouvelle directrice exécutive et commissaire de The Kitchen.